# شاکارلا
شاکارلا (به لاتین: Shakarla) یک منطقهٔ مسکونی در روسیه است که در باشقیرستان واقع شده‌است.